# Nová Ves (Třebíč)
Nová Ves é uma comuna checa localizada na região de Vysočina, distrito de Třebíč.